# 长沙市第六中学
长沙市第六中学，位于湖南省长沙市芙蓉区烈士公园年嘉湖旁边，为湖南省公立学校，湖南省示范性中学之一。

## 历史
1905年，大清北京政府内阁总理兼财政总长熊希龄建立“湖南私立兑泽中学”，它是“长沙市第六中学”的前身。
1952年，“湖南私立兑泽中学”改名为“长沙市六中”。
2009年，长沙市第六中学和长郡中学联合组建“长郡中学学区”。

## 学校文化

### 校训
公勇诚朴

## 著名校友
- 陈明仁：中国人民解放军将军。[1]
- 向达：著名史学家，中科院院士。[1]
- 黄祖洽：原子弹之父，中科院院士。[1]
- 彭司勋：药学家，中国工程院院士。[1]

## 奖项
长沙市第六中学曾先后荣获“长沙市素质教育的窗口学校”、“长沙市现代技术教育实验学校”、“湖南省现代技术教育宣传工作先进单位”、“长沙市文明单位”等荣誉。